# Sassis
Sassis ist eine französische Gemeinde mit 72 Einwohnern (Stand 1. Januar 2022) im Département Hautes-Pyrénées in der Region Okzitanien; sie gehört zum Arrondissement Argelès-Gazost und zum Kanton La Vallée des Gaves.

## Lage
Sassis liegt im Süden des Département Hautes-Pyrénées rund 40 km (Luftlinie) südsüdwestlich von Tarbes. Das Dorf selber liegt im Vallée de Luz. Einige Einzelgehöfte befinden sich am östlichen Abhang des Bergs Soum de Naou Costes (2494 m. ü. M.). Der Fluss Gave de Gavarnie bildet fast gänzlich die östliche Gemeindegrenze. Sassis liegt zudem im Nationalpark Pyrenäen.
Die Gemeinde besteht aus dem Dorf Sassis und einigen Einzelgehöften.

## Geschichte
Im frühen Mittelalter wechselte die Herrschaft häufig (Westgoten, Basken, Franken, Sarazenen). Danach war der Ort jahrhundertelang unter der Herrschaft des Königreichs Aquitanien respektive des Herzogtums Gascogne. Von 900 bis 1609 gab es eine Grafschaft Bigorre innerhalb der vorgenannten Gebiete. Im Hundertjährigen Krieg war Vizos manchmal unter englischer, manchmal unter französischer Herrschaft. Von 1425 bis 1609 gehörte der Ort als Teil der Grafschaft Bigorre zur nur lose mit Frankreich verbundenen Grafschaft Foix. Weil der letzte Herrscher dieser Grafschaft, König Heinrich II. aus dem Hause Bourbon, 1589 den Thron von Frankreich (als Heinrich IV.) bestieg, waren die Orte der Region 1609 bis 1789 Krondomäne. Die Gemeinde gehörte von 1793 bis 1801 zum District Argelès. Zudem war sie von 1793 bis 2015 Teil des Kantons Luz-Saint-Sauveur. Mit Ausnahme der Jahre 1926 bis 1942 (Arrondissement Bagnères) war Vizos seit 1801 verwaltungstechnisch Teil des Arrondissements Argelès-Gazost. Erste namentliche Erwähnung als Sassis im Kopialbuch von Saint-Savin im Jahr 1077/1078.

## Bevölkerungsentwicklung
| Jahr                       | 1962 | 1968 | 1975 | 1982 | 1990 | 1999 | 2006 | 2012 | 2020 |
| Einwohner                  | 95   | 80   | 58   | 54   | 52   | 60   | 83   | 87   | 76   |
| Quellen: Cassini und INSEE |      |      |      |      |      |      |      |      |      |

Im 19. Jahrhundert zählte der Ort meist über 100 Einwohner. Die zunehmende Mechanisierung der Landwirtschaft führte zu einem kontinuierlichen Absinken der Einwohnerzahlen bis auf die Tiefststände in neuerer Zeit.

## Sehenswürdigkeiten
- Kirche Notre-Dame-de-l'Assomption (Kirche Mariä Himmelfahrt)
- ehemaliges Waschhaus

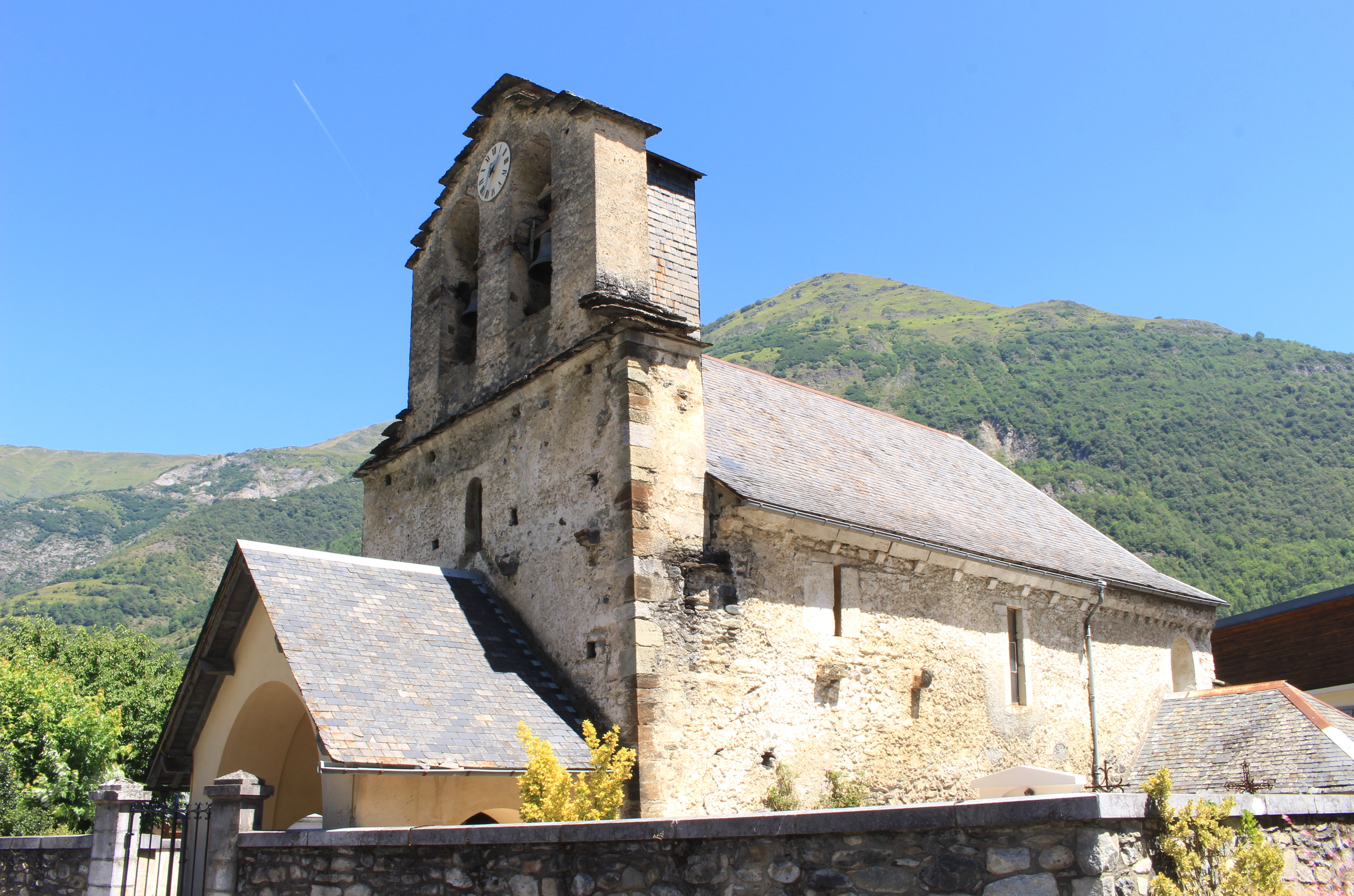
Kirche Mariä Himmelfahrt
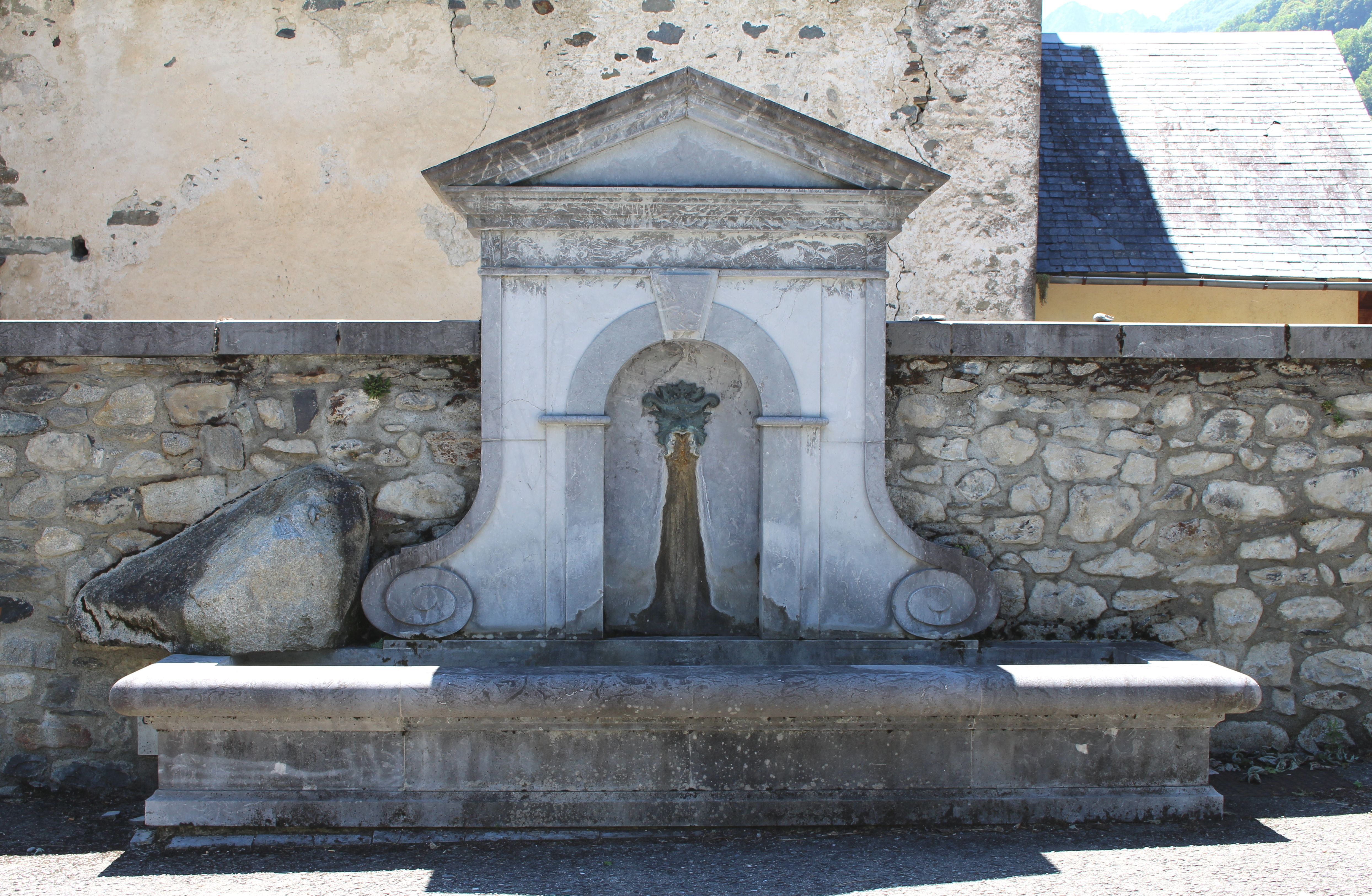
Brunnen
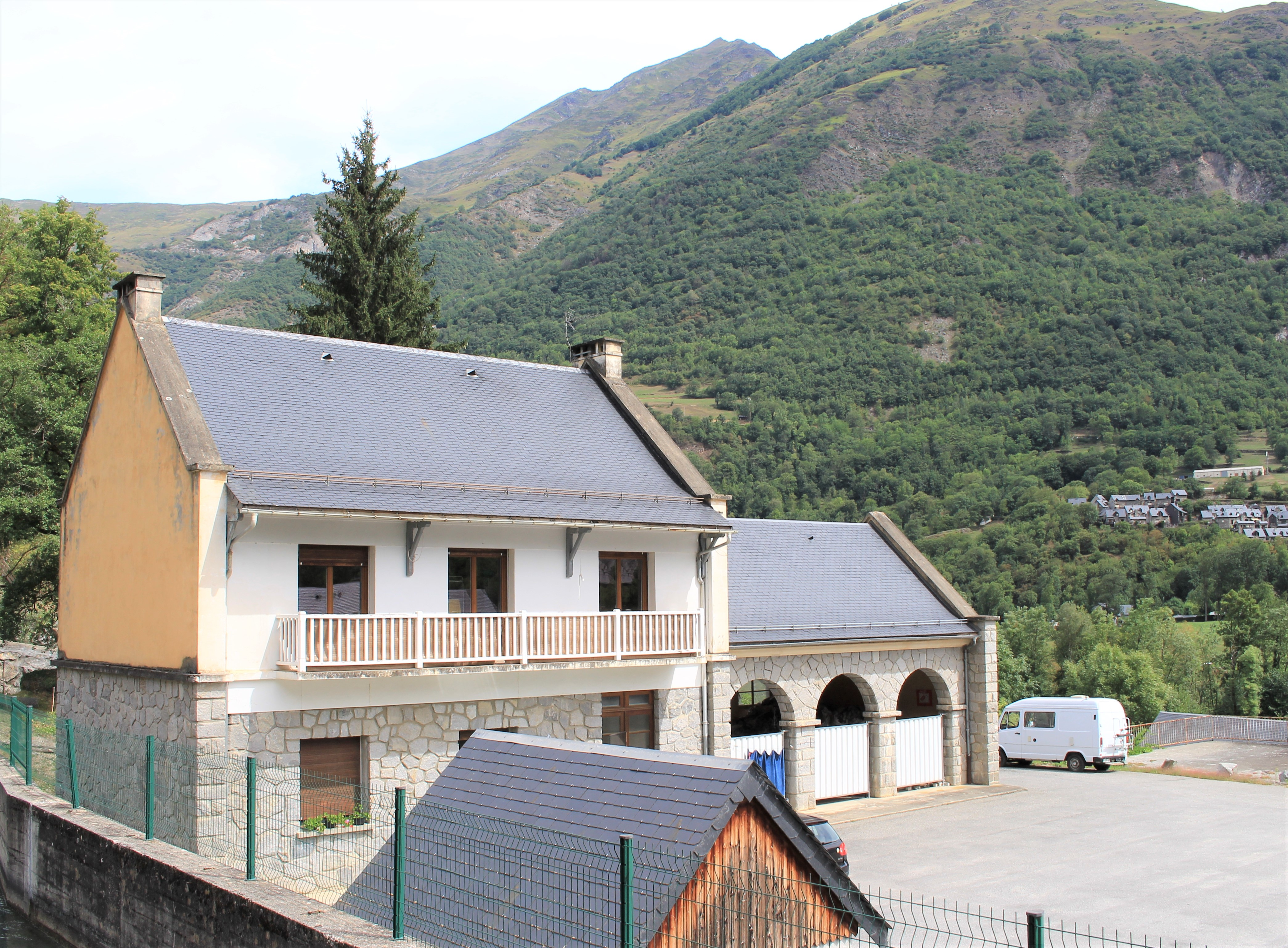
Schule
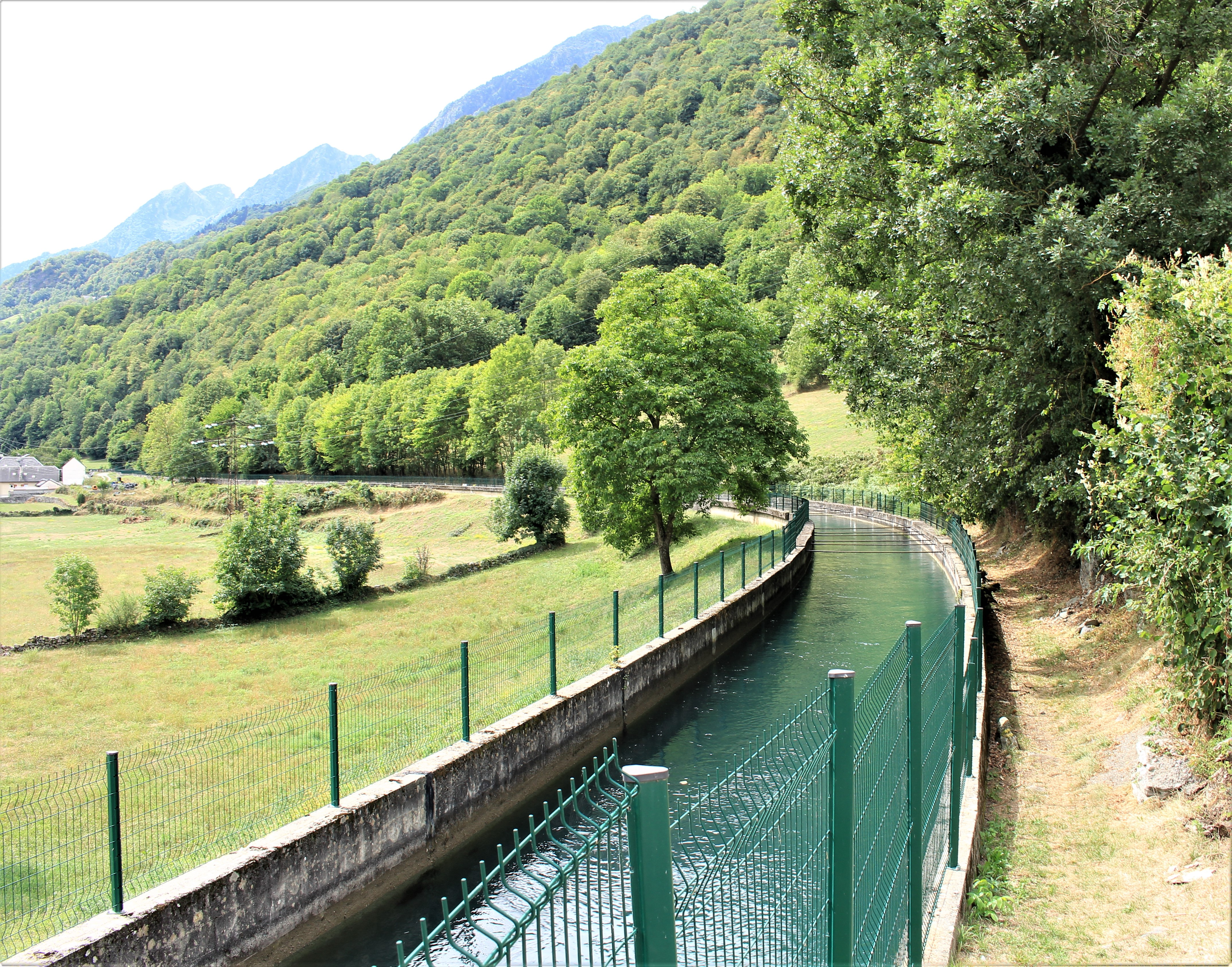
Canal de Sassis